# リーザ＝マリア・ケラマヤー
リーザ＝マリア・ケラマヤー（Lisa-Maria Kellermayr, 1985年 - 2022年7月29日）は、オーストリアの医師。新型コロナウイルス感染症の世界的流行期には、病気の危険性について発信したことで注目を集めた。一方で、ワクチンやロックダウン政策の反対派から長期に渡り脅迫を受け、2021年11月には診療所が“Querdenker”（陰謀論運動、de）支持者のデモ隊に包囲される事件が発生しており、警備費には10万ユーロ以上を投じたという。
2022年6月末には診療所を閉鎖し、7月29日に自殺した。生前のインタビューでは警察の対応が不十分であり国家に見捨てられた気分であると語っていた。
8月1日、ウィーンで追悼集会が開かれ、アレクサンダー・ファン・デア・ベレン大統領も献花に訪れた。大統領はケラマヤーの自殺に際して「脅迫と恐怖に終止符を打とう」と国民に呼び掛けた。